# تامسولوسین
تامسولوسین(به انگلیسی: Tamsulosin)با نام تجاری Flomax در میان دیگران فروخته می‌شود، دارویی است که برای معالجه هیپرپلازی خوش‌خیم پروستات (BPH) و پروستاتیت مزمن و برای کمک به عبور سنگ کلیه مورد استفاده قرار می‌گیرد. بر اساس شواهد، مزایای مصرف این دارو در موارد بزرگ‌تر بودن سنگ کلیه، مشهودتر است. از طریق دهان گرفته می‌شود.

## موارد مصرف
تامسولوسین که بنام امنیک (Omnic)هم شناخته می‌شود به عنوان بلوک‌کننده اختصاصی گیرنده‌های آدرنرژیک آلفا یک در درمان هیپرتروفی خوش‌خیم پروستات (BPH) کاربرد دارد.
در بین عموم مردم جا افتاده‌است که تامسولوسین صرفاً برای مشکلات پروستات و بزرگی خوش‌خیم پروستات در آقایان تجویز می‌شود. درحالی‌که تامسولوسین به عنوان دارویی که عضلات صاف پروستات (فقط در آقایان) و همچنین مثانه و حالب (در خانم‌ها و آقایان) را شل می‌کند، برای دفع راحت تر سنگ ادراری توسط پزشک معالج پس از معاینه تجویز می‌شود.

## مکانیسم اثر
در هیپرپلازی (افزایش غیرطبیعی تعداد سلول) پروستات، میزراه (اورترا) توسط بافت پروستات تحت فشار قرار گرفته و مسدود (تنگ) شده و باعث ایجاد مشکل در موقع دفع ادرار می‌گردد. این دارو با بلوک کردن گیرنده‌های آلفا یک در عضلات صاف، سبب شل شدن عضله حلقوی دور مجرای میزراه شده و باعث می‌شود ادرار بتواند راحتتر خارج شود.

## عوارض جانبی
- با داروهای گروه سولفا (مانند سولفونامید) تداخل دارویی ایجاد می‌کند.
- بیمار در حال درمان با این دارو، نباید تحت عمل جراحی آب مروارید (فیکو) قرار گیرد.
- باعث هیپوتانسیون می‌گردد.
- سرگیجه و سردرد
- انزال خشک (بدون مایع منی)
- باید قبل از عمل کاتاراکت قطع شود.